# 琼·巴顿
琼·巴顿（英語：Jean Patton，1932年—），美国前女子田径运动员。她曾代表美国参加1951年泛美运动会田径比赛，获得女子200米金牌、女子4×100米接力金牌和女子100米银牌。